# Grave Digger
Grave Digger njemački je heavy metal-sastav osnovan 1980. Smatra ga se članom "velike četvorke" njemačkog heavy metala uz sastave Helloween, Running Wild i Rage. Do 2020. sastav je objavio 20 studijskih albuma.

## Povijest
Sastav su 1980. osnovali Chris Boltendahl i Peter Masson. Godine 1983. dvije pjesme sastava pojavile su se na albumu Rock from Hell i 1984. je objavljen prvi studijski album sastava Heavy Metal Breakdown. 
Godine 1985. basist Willi Lackmann napustio je sastav. Iste godine objavljen je drugi album Witch Hunter. Nakon objavljena albuma, sastavu se pridružio C.F. Brank. Sastav je sa sastavom Helloween bio na turneji i 1986. objavljuje svoj treći album War Games. Nakon objavljena albuma, sastav je bio na turneji sa sastavima Helloween i Celtic Frost. Nakon turneje Petera Massona zamijenio je Uwe Lulis. Iste godine sastav mijenja ime u Digger. Iste godine objavljen je album Stronger Than Ever. Album nije bio uspješan jer ga nisu prihvatili ni obožavatelji ni šira publika. Krajem 1987. Boltendahl je najavio raspad skupine.
Godine 1991. Lulis i Boltendahl ponovo su okupili sastav s Tomijom Göttlichom i Jörgom Michaelom koji je svirao sa sastavima Rage i Running Wild. Godine 1993. objavljen je album The Reaper. Ovaj album bio je povratak pravim korijenima Grave Diggera. Iste godine objavljena je kompilacija The Best of the Eighties na kojoj su rane pjesme sastava.
Godine 1994. objavljen je EP Symphony of Death. Nakon objavljena albuma, Michaela je zamijenio Frank Ulrich s kojim je sastav svirao na turneji s Manowarom. Godine 1995. objavljen je album Heart of Darkness. Vrlo mračan album s mnogo utjecaja iz ranih radova Annihilatora.
Godine 1996. sastavu se pridružio novi bubnjar Stefan Arnold. Iste godine objavljen je konceptualni album Tunes of War koji se bavio poviješću Škotske. Ovo je prvi dio trilogiji Middle Ages Trilogy. Drugi album Knights of the Cross, s Jensom Beckerom kao basistom, objavljen je 1998. i bio je o usponu i padu templara. Posljednji dio trilogiji bio je album Excalibur. Ovaj je album istraživao legendu o kralju Arthuru i vitezovima Okruglog stola. 
Godine 2000. Grave Digger je proslavio 20 godina postojanja. Kako bi obilježili tu obljetnicu nastupili su na rasprodanom koncertu u Zecheu u Bochumu. Mnoge od najpopularnijih pjesama sastava svirale su se uz druge manje poznate. Također se pojavio i niz različitih sporednih izvođača s Grave Diggerom. Ovaj koncert označio je ključno poglavlje u povijesti sastava, iako je gitarist Uwe Lulis napustio sastav prije koncerta zbog osobnih i poslovnih razloga. Lulis je osnovao sastav Rebellion.
Lulisa je zamijenio bivši gitarist Ragea, Manni Schmidt. Godine 2001. objavljen je album The Grave Digger. Djela Edgara Allana Poea poslužila su kao inspiracija za tekstove novog albuma. Godine 2002. objavljen je prvi koncertni album sastava Tunes of Wacken, također objavljen na DVD-u. Sljedeći album Rheingold objavljen je 2003. godine njegova je središnja tema bila opera Der Ring des Nibelungen Richarda Wagnera. Početkom 2004. krenuli su na turneju promocije albuma.
Nakon turneje za album Rheingold, sastav snima album The Last Supper objavljen 17. siječnja 2005. Grafički dizajn objavljen je u studenomu 2004. dobio je pozitivne kritike. Brojni obožavatelji bili su razočarani umjetničkim radom zbog motiva. Sastav je izdao priopćenje u kojem kaže da naslovnica nije poruka vraga i nije protiv kršćana, nego prikaz depresivnog Isusa Krista u njegovim posljednjim danima prije smrti. Za razliku od prethodnih albuma The Last Supper nije bio konceptualni album.
U listopadu 2005. objavljen je koncertni album 25 to Live. Godine 2007. objavljen je album Liberty or Death. Nakon objavljena albuma sastav odlazi na turneju s Therionom.
Krajem veljače 2008. Grave Digger je počeo pisati novi materijal. Sredinom kolovoza ušli su u Principal studio s dodatnim gitaristom Thilo Hermannom kako bi snimili svoj 13. studijski album pod nazivom Ballads of a Hangman, koji je objavljen 9. siječnja 2009. pod njihovom novom izdavačkom kućom Napalm Records. Bio je to njihov prvi album s dvostrukim gitarama.
U veljači 2009. Hermann je napustio sastav. U listopadu iste godine drugi gitarist Manni Schmidt zbog razlaza s Chrisom Boltendahlom napušta sastav.
Dana 12. siječnja 2010. Schmidta je zamijenio Axel Ritt. Dana 1. listopada 2010. objavljen je album The Clans Will Rise Again. Ovaj album je nastavak albuma Tunes of War. Dana 11. rujna 2011. objavljen je glazbeni spot za pjesme "Highland Farewell".
Dana 27. srpnja 2012. objavljen je EP Home at Last, a 31. kolovoza iste godine objavljen je album Clash of the Gods. Godine 2014. objavljen je album Return of the Reaper. U studenomu 2014. klavijaturist Hans Peter Katzenburg napušta sastav. Zamijenio ga je Marcus Kniep.
U listopadu 2015. objavljen je kompilacijski album Exhumation – The Early Years na kojem su ponovo pojavljuju ranije snimljene pjesme sastava. U lipnju 2016. počeo je snimanje albuma koji je objavljen 13. siječnja 2017. pod imenom Healed by Metal. Nakon objavljena albuma sastav je pošao na turneju s Blind Guardianom u Sjevernu Ameriku.
U ožujku 2018. sastav je počeo snimanje sljedećog albuma koji je objavljen u rujnu 2018. pod imenom The Living Dead. Ovo je posljednji album s bubnjarom Stefanom Arnoldom koji je sastav napustio u lipnju 2018., zamijenio ga je Marcus Kniep.
Godine 2020. objavljen je album Fields of Blood. U kolovozu 2022. objavljen je album Symbol of Eternity.

## Članovi sastava
Sadašnja postava
- Chris Boltendahl – vokali (1980. – 1987., 1991. – danas), bas-gitara (1980. – 1982., 1985.)
- Jens Becker – bas-gitara (1998. – danas)
- Axel Ritt – gitara (2009. – danas)
- Marcus Kniep – klavijature (2014. – danas), bubnjevi (2018. – danas)

Bivši članovi
- Lutz Schmelzer – bubnjevi (1980.)
- Peter Masson – gitara (1980. _ 1986.), bas-gitara (1985.)
- Philip Seibel – bubnjevi (1981. – 1983.)
- Wili Lackmann – bas-gitara (1983. – 1984.)
- Albert Eckardt – bubnjevi (1983. – 1986.)
- C.F. Brank – bas-gitara (1985. – 1986.)
- Martin Gerlitzki – bas-gitara (1985.)
- Tomi Göttlich – bas-gitara (1991. – 1997.)
- Peter Breitenbach – bubnjevi (1991. – 1992.)
- Uwe Lulis – gitara (1991. – 2000.)
- Jörg Michael – bubnjevi (1993. – 1994.)
- Frank Ullrich – bubnjevi (1995.)
- Stefan Arnold – bubnjevi (1996. – 2018.)
- H.P. Katzenburg – klavijature (1997. – 2014.)
- Manni Schmidt – gitara (2000. – 2009.)
- Thilo Hermann – gitara (2008. – 2009.)

## Diskografija
Studijski albumi
- Heavy Metal Breakdown (1984.)
- Witch Hunter (1985.)
- War Games (1986.)
- Stronger Than Ever (1986.) (kao Digger)
- The Reaper (1993.)
- Heart of Darkness (1995.)
- Tunes of War (1996.)
- Knights of the Cross (1998.)
- Excalibur (1999.)
- The Grave Digger (2001.)
- Rheingold (2003.)
- The Last Supper (2005.)
- Liberty or Death (2007.)
- Ballads of a Hangman (2009.)
- The Clans Will Rise Again (2010.)
- Clash of the Gods (2012.)
- Return of the Reaper (2014.)
- Healed by Metal (2017.)
- The Living Dead (2018.)
- Fields of Blood (2020.)
- Symbol of Eternity (2022.)

EP-ovi i singlovi
- 1982 Grave Digger Demo (1982.)
- Born Again Demo (1983.)
- Shoot Her Down (1984.)
- 1991 Grave Digger Demo (1991.)
- For Promotion Only (1992.)
- Symphony of Death (1994.)
- Rebellion (1996.)
- The Dark of the Sun (1997.)
- The Battle of Bannockburn (1998.)
- The Round Table (Forever) (1999.)
- Rheingold (2003.)
- Yesterday (2006.)
- Silent Revolution (2006.)
- Pray (2008.)
- Ballads of a Hangman (2009.)
- The Ballad of Mary (2011.)
- Home at Last (2012.)

Koncertni albumi
- Tunes of Wacken (2002.)
- 25 to Live (2005.)
- The Clans Are Still Marching (2011.)

Kompilacije
- The Best of Eighties (1993.)
- Die definitive Biografie (2002.)
- The History – Part One (2002.)
- Masterpieces – Best of Album (2002.)
- Lost Tunes from the Vault (2003.)
- Exhumation – The Early Years (2015.)
- Let Your Heads Roll – The Very Best of the Noise Years 1984-1986 (2016.)